# Dziennik Polski (pismo SD)
Dziennik Polski – polski dziennik konspiracyjny związany ze Stronnictwem Demokratycznym ukazujący się w Krakowie w latach 1940–1945. 

## Historia
Pierwszy numer pisma ukazał się w styczniu 1940 z inicjatywy działacza Stronnictwa Demokratycznego Ferdynanda Arczyńskiego, który został redaktorem naczelnym gazety. W skład redakcji wchodzili m.in. Izabella Marcówna (ps. Iza), Henryk Poprawski (ps. Hel) i prof. Józef Figna (ps. Profesor). 
Ogółem ukazały się 773 numery pisma, które od 28 października 1943 było organem lewicowego odłamu SD – Stronnictwa Polskiej Demokracji.